# Escritura cursiva romana

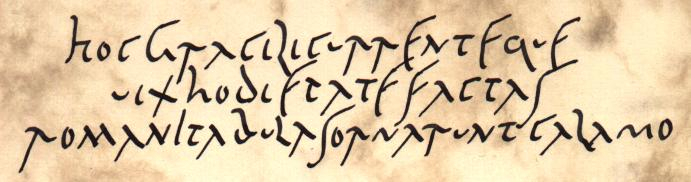
Recreación de un texto escrito con cursiva mayúscula romana según el modelo de las tablillas de Vindolanda, Transcripción:
«Hoc gracili currenteque / vix hodie patefactas / Romani tabulas ornarunt calamo» («Con esta grácil pluma los romanos decoraban las tablillas con escritura, que apenas hoy han visto la luz.»).

La cursiva romana se utilizó durante todo el periodo romano bajo dos modalidades que constituyen dos tipos de escritura totalmente diferentes: la cursiva más antigua (siglos I al III) formada por caracteres mayúsculos y una escritura compuesta por letras minúsculas que se desarrolla a partir del siglo III.

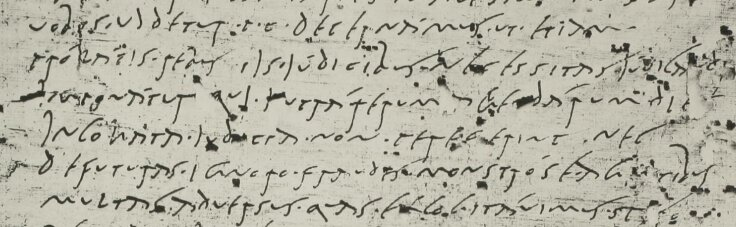
Papiro escrito con cursiva romana antigua con extractos de discursos pronunciados al Senado bajo el reinado de Claudio.

## Cursiva romana antigua
La antigua cursiva romana, o capital cursiva, era un tipo de escrituras especializado que se aprendía en el segundo nivel del sistema de enseñanza romano, frente a la capital que se enseñaba en el nivel elemental. Era, por lo tanto, una modalidad gráfica característica de determinados profesionales o de personas que habían superado los niveles más elementales de la educación romana. Así, la cursiva antigua fue la escritura característica de la burocracia, mientras que la capital se utilizaba como una escritura de aparato para usos solemnes y para todo aquello a lo que se quería otorgar difusión. Por ejemplo, mientras que los originales de las leyes municipales que se guardaban en los archivos estaban escritos en cursiva sobre papiro, cuando dichas leyes se disponían para conocimiento público se copiaban en capital sobre placas de bronce que se clavaban en los muros de los principales edificios públicos.
Los centenares de tablillas procedentes de Vindolanda (Inglaterra) son un buen ejemplo del uso especializado de la escritura cursiva que se hizo, en este caso, para la administración militar de una fortaleza romana.
En el siglo siglo II a. C. el autor teatral Plauto, en su obra Pseudolus, hace la siguiente alusión a la dificultad para leer una escritura de ejecución rápida como era la cursiva antigua:

Calidorus: Cape has tabellas, tute hinc narrato tibi quae me miseria et cura contabefacit.

Pseudolus: Mos tibi geretur. Sed quid hoc, quaeso?

Calidorus: Quid est?

Pseudolus: Ut opinor, quaerunt litterae hae sibi liberos: alia aliam scandit.

Calidorus: Ludis iam ludo tuo?

Pseudolus: Has quidem pol credo nisi Sibylla legerit, interpretari alium posse neminem.

Calidorus: Cur inclementer dicis lepidis litteris lepidis tabellis lepida conscriptis manu?

Pseudolus: An, opsecro hercle, habent quas gallinae manus? Nam has quidem gallina scripsit.
Toma esta tablilla, así verás por ti mismo la miseria y la preocupación que me consume.

Lo haré por ti. ¿Pero que es esto? Pregunto.

¿Qué pasa?

En mi opinión, parece que estas letras quieren tener hijos: se montan unas sobre otras.

¿Te burlas de mí?

En serio, por Pollux creo que a menos que la Sibila pueda leer estas letras, nadie podrá entenderlas.

¿Por qué criticas estas encantadoras letras escritas sobre tan encantadora tablilla por una mano encantadora?

Por Hércules te lo ruego, ¿las gallinas acaso tienen manos? Pues sólo una gallina pudo escribirla.
Plauto, Pseudolo, 21-30

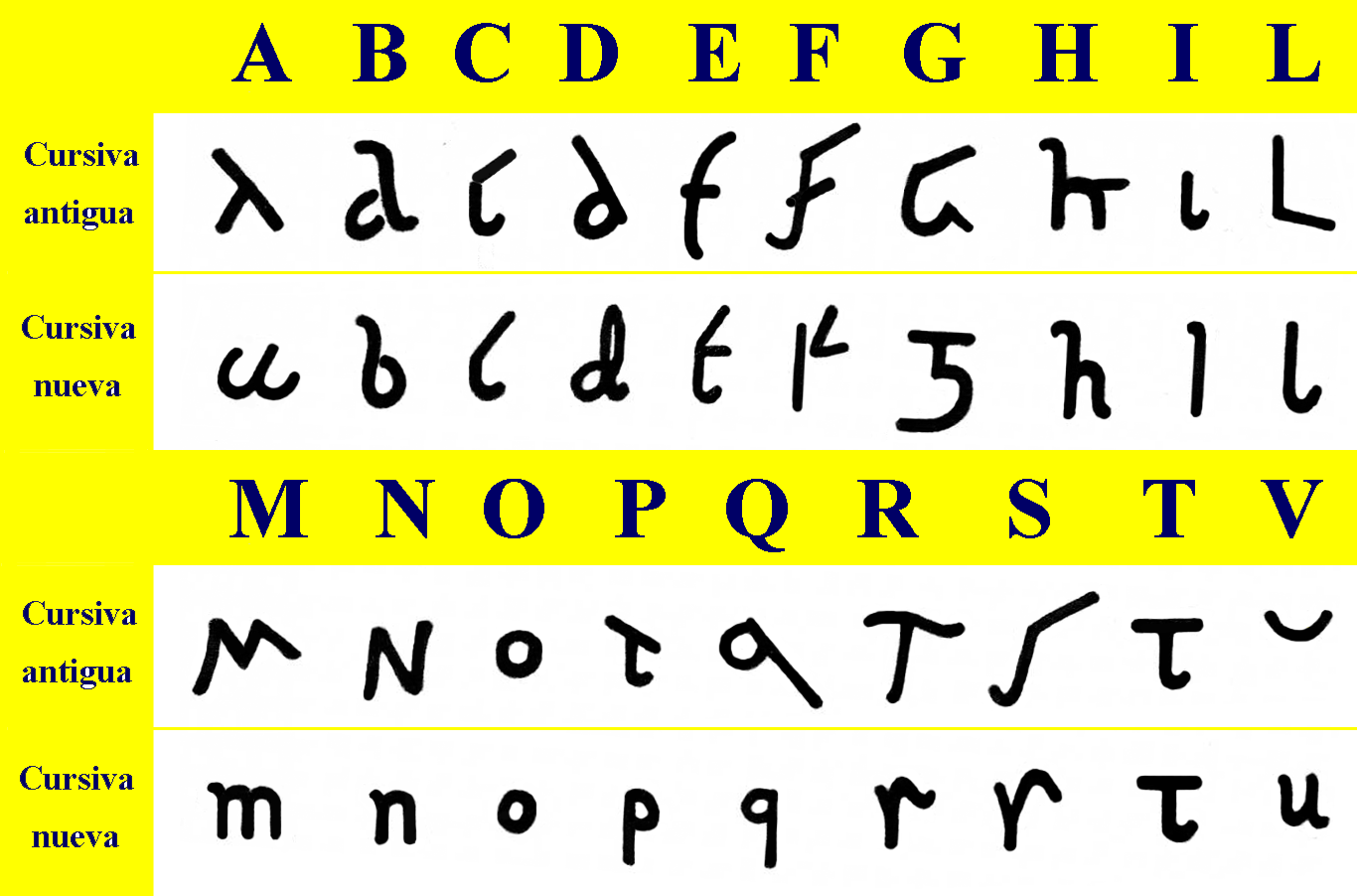
Comparación entre las letras de la cursiva romana antigua y la minúscula del Bajo Imperio, según la caligrafía aparecida en las tablillas de Vindolanda.

La cursiva romana antigua posee un alfabeto que evolucionó desde la capital romana como demostró Jean Mallon en 1952. La morfología de su alfabeto es bastante diferente al de la capital, debido a la simplificación y esquematización que se produce al ejecutar la escritura a gran velocidad.

## Cursiva romana nueva
La cursiva romana nueva, también denominada minúscula cursiva o cursiva romana final, se usó desde el siglo III hasta el siglo VII aproximadamente. Este tipo de escritura, junto con la uncial y semiuncial romanas, serían la base que permitiría la aparición en la Antigüedad Tardía de las escrituras características de los primeros reinos bárbaros, como por ejemplo la visigótica (España, Portugal y la Septimania francesa), la merovingia (Francia), la rética (Suiza), la beneventana, la insular (Irlanda y Gran Bretaña), la longobarda (Italia), etc. Las formas de sus letras son más reconocibles para los ojos modernos que las de la antigua, ya que una forma más familiar y parecida a las actuales. El tamaño de las letras es más proporcionado respecto de las otras, en lugar de variar tanto y están más alineadas en la base del reglón. Esto evolucionaría en la Edad Media, conocidas como minúsculas carolingias, que se usaron en el siglo IX en el Imperio carolingio en lo que hoy es Francia y Alemania. 
Dentro de la escritura cursiva romana nueva, hay dos tipos: la escritura uncial y la semiuncial. La escritura uncial, llamada así por un error de interpretación en un texto de San jerónimo, es el primer tipo de escritura usada exclusivamente a la fabricación de libros, se trata de una variante caligráfica de la escritura cursiva nueva adaptada al soporte pergamino, que une las formas mayúsculas y minúsculas. Esta variante aparece en el siglo IV y pervivió hasta época carolingia, cuando fue definitivamente relegada por la escritura carolina. Por su parte, la escritura semiuncial, denominada así por una versión recortada de un texto que pertenecía al obispo y posteriormente papa Hilario en el siglo V, una variante libraria de la escritura cursiva nueva, en este caso totalmente minúscula. Esta variante surge en el siglo V, utilizado por autores paganos y a partir del siglo VI en textos cristianos y para satisfacer la amplia demanda de libros con una escritura menos solemne pero más económica y como en el caso de la uncial, su uso se prolongó hasta la época carolingia. Según Jan-Olaf Tjäder, filólogo clásico sueco, la cursiva romana nueva influyó en el desarrollo no sólo de la uncial, sino en todas las formas de escritura de la Edad Media. 